# Парк культуры и отдыха (Салават)
Парк культуры и отдыха — главный парк в городе Салавате. Основан в 1965 году.
Парк находится на пересечении улиц Ключевой и Пархоменко.

## История
Парк культуры и отдыха основан в 1965 году как городской парк молодёжи. Парк со стороны улиц Ключевая и Пархоменко был огорожен бетонным забором. Площадь парка составляет 252 600 кв. м.
В 60-х годах парке была танцевальная площадка, множество скульптур. В центре парка возвышалась стела, посвящённая 50-летию СССР. Автор стелы — Мирошников, главный инженер треста «Ишимбайжилстрой», ранее работающий в тресте «Салаватстрой»". Парк густо зарос деревьями.
Особой популярностью пользовался пруд в парке. Размеры пруда — 200×50 м. Пруд питается грунтовыми водами. Берег пруда крутой и не был укреплен. На пруду рыболовы ловили рыбу, отдыхающие катались на лодках и катамаранах.
На сегодняшний день в парке проделана большая работа — сделана набережная пруда, в сам пруд запушена рыба (карась, карп), построены игровые площадки для детей.

## Перспективы
В настоящее время закончилась реконструкция парка. Предприятие ОАО «Газпром нефтехим Салават» восстановило парк в полном объеме. Реконструкция городского Парка культуры и отдыха была одним из приоритетных социальных проектов компании. В процессе реконструкции, были вырублены старые деревья и на их месте посажены около 1000 молодых саженцев тополя, сосны, липы, калины, рябины. Появились новые спортивно-игровые площадки для детей, беговые, велосипедные, пешеходные дорожки с общей протяженностью 15 километров. Дорожки выложены разноцветной плиткой. Реконструирован и очищен парковый пруд, в нем разводят растительноядных рыб. Зимой в парке было высажено около 200 уникальных сибирских кедров. Бетонный забор заменен на чугунную кованую решетку.
6 июня 2012 года произошло официальное открытие парка после реконструкции. На церемонии открытия присутствовали Председатель Счетной палаты РФ Сергей Степашин, Президент Республики Башкортостан Рустэм Хамитов, руководитель аппарата Счетной палаты РФ Сергей Шахрай, председатель Контрольно-счетной палаты Республики Башкортостан Салават Харасов, глава городского округа город Салават Фарит Гильманов, генеральный директор ОАО «Газпром нефтехим Салават» Дамир Шавалеев и другие официальные представители. С. Степашин высказал мнение, что выделенные средства были израсходованы эффективно.
Объявлен международный конкурс проектных идей в области архитектуры малых форм, дизайна среды и предметного дизайна, а также идей тематического разграничения пространства «Парковое волшебство». Приз — 100 тыс. рублей.

## Достопримечательности
В 1970-х годах в парке было много развлекательных аттракционов:
- Детская железная дорога
- Колесо обозрения
- Катание на водных велосипедах
- Электрические автомобили
- Карусели
- Горки
- Детская площадка

Украшали парк скульптурные композиции:
- Скульптуры животных
- Стела в честь 50-летия образования СССР[4].

6 мая 2015 года в парке заложена капсула с посланием от салаватских участников Великой Отечественной войны потомкам. Послание будет прочитано будущими поколениями салаватцев через 30 лет. Ветеранами были высажены на Аллее славы парка липы. Предложено переименовать парк культуры и отдыха в «Парк Победы».

## Интересные факты
При обустройстве парки применены современные технологии: все дорожки — пешеходные, беговые, велосипедные — укладывались в несколько слоев. На геотекстиль, который не позволяет траве прорастать, насыпали песчано-гравийную смесь, затем щебень, и сверху — два слоя асфальта. Велодорожки практически не пересекаются, а в тех местах, где это происходит, установлены предупредительные знаки во избежание столкновений. Беговые покрыты кирпичной крошкой, что позволит беречь суставы спортсменов. Общая протяженность дорожек почти 15 километров.
Детская площадка покрыта современным мягким покрытием из резиновой крошки.
Самым трудоемким процессом стали работы по облагораживанию пруда. С помощью специальной техники очистили его дно от залежей ила и укрепили берега габионами. Габион выполнен в виде заполненного камнем ящика из металлической оцинкованной сетки в качестве каркаса. Такие укрепления не нуждаются в ремонте и долговечны. По подземному руслу вода набралась до нужного уровня и теперь в точности совпадает с уровнем реки Белой. Глубина пруда — около полутора метров.
2 июня 2013 года президент Башкортостана Рустэм Хамитов принял участие в акции по высадке деревьев в парке и посадил дерево.